# Johan Godart van Gendt (1866)
Johan Godart van Gendt (Alkmaar, 19 april 1866 - Bussum, 21 december 1925) was een Nederlands architect.

## Leven
Johan Godart van Gendt was de zoon van Dolf van Gendt en Elisabeth Frederica van Elten. Samen met zijn broer Adolf Daniël Nicolaas van Gendt (1870) werkte hij, waarschijnlijk vanaf 1891, bij het bureau van zijn vader. Van 1890 tot 1891 verbleef hij enige tijd in Berlijn, blijkens schetsen gedateerd in 1891 reisde hij hierna naar Italië. Vermoedelijk uit deze tijd zijn ook enkele schetsen van Zwitserland, Mechelen en Londen. In 1896 werden beide broers compagnon in het bedrijf. Van Gendt stopte in 1914, vanwege gezondheidsredenen, bij het bureau. In 1896 werden enkele van zijn reisschetsen in Architectura gepubliceerd.
Op 10 maart 1894 trouwde Van Gendt met Louise Catharina Landré. Samen kregen zij een dochter.